# Phương diện quân Krym
Phương diện quân Krym (tiếng Nga: Крымский фронт ) là một tổ chức tác chiến chiến lược của Hồng quân Liên Xô trong Thế chiến thứ hai.

## Lịch sử
Phương diện quân Krym được thành lập vào ngày 28 tháng 1 năm 1942, trên cơ sở các đơn vị Hồng quân đang hoạt động trên bán đảo Kerch và Taman và khu vực Krasnodar, cùng với bộ chỉ huy của Phương diện quân Kavkaz vừa giải thể. Phương diện quân được giao nhiệm vụ hỗ trợ cho lực lượng phòng thủ Sevastopol, tấn công vào Karasubazar và đe dọa phía sau của lực lượng phe Trục đang phong tỏa Sevastopol. Các đơn vị thuộc phương diện quân đã 3 lần tấn công từ ngày 27 tháng 2 đến ngày 13 tháng 4 năm 1942, nhưng không đạt được kết quả gì đáng kể, vì vậy, họ buộc phải chuyển sang phòng thủ.
Ngày 21 tháng 4 năm 1942, phương diện quân được bổ sung thêm một số tập đoàn quân hoạt động ở Bắc Kavkaz. Ngày 8 tháng 5 năm 1942, quân Đức đã phát động một cuộc tấn công vào bán đảo Kerch và chiếm lại nó vào ngày 16 tháng 5, buộc các đơn vị của phương diện quân đang hoạt động tại đây phải rút về bán đảo Taman. Một số đơn vị không kịp rút lui đã tiếp tục chiến đấu với quân Đức tại khu vực Adzhimushkay cho đến cuối tháng 10 cùng năm, dù không có nguồn dự trữ và tiếp tế lương thực, nước, thuốc, vũ khí hoặc đạn dược đáng kể.
Hồng quân đã mất hơn 300.000 người trong cuộc đổ bộ Kerch và một lượng lớn vũ khí hạng nặng của nó. Thất bại của cuộc đổ bộ cũng là một yếu tố chính trong việc Liên Xô mất Sevastopol vào tháng 7 năm 1942, và đã giúp cho quân Đức có thể thực hiện cuộc tấn công mùa hè vào vùng Kavkaz.
Ngày 19 tháng 5 năm 1942, Phương diện quân Krym bị giải thể. Các đơn vị trực thuộc được chuyển giao cho Phương diện quân Bắc Kavkaz vừa thành lập.

## Lãnh đạo phương diện quân

### Tư lệnh
| STT | Ảnh | Họ tên      | Thời gian sống | Thời gian tại nhiệm           | Cấp bậc tại nhiệm  | Ghi chú                                                            |
| --- | --- | ----------- | -------------- | ----------------------------- | ------------------ | ------------------------------------------------------------------ |
| 1   |     | D.T. Kozlov | 1896 - 1967    | tháng 1, 1942 - tháng 5, 1942 | Trung tướng (1940) | Bị giáng cấp Thiếu tướng năm 1942. Thăng lại Trung tướng năm 1943. |

### Ủy viên Hội đồng quân sự
| STT | Ảnh                                       | Họ tên        | Thời gian sống | Thời gian tại nhiệm           | Cấp bậc tại nhiệm       | Ghi chú            |
| --- | ----------------------------------------- | ------------- | -------------- | ----------------------------- | ----------------------- | ------------------ |
| 1   | Tập tin:Shamanin, Fyodor Afanasyevich.jpg | F.A. Shamanin | 1903 - 1966    | tháng 1, 1942 - tháng 5, 1942 | Chính ủy Sư đoàn (1939) | Thiếu tướng (1943) |

### Tham mưu trưởng
| STT | Ảnh                                      | Họ tên         | Thời gian sống | Thời gian tại nhiệm           | Cấp bậc tại nhiệm  | Ghi chú                    |
| --- | ---------------------------------------- | -------------- | -------------- | ----------------------------- | ------------------ | -------------------------- |
| 1   |                                          | F.I. Tolbukhin | 1894 - 1949    | tháng 1, 1942 - tháng 3, 1942 | Thiếu tướng (1940) | Nguyên soái Liên Xô (1944) |
| 2   | Tập tin:Вечный, Пётр Пантелеймонович.jpg | P.P. Vechny    | 1891 - 1957    | tháng 5, 1942 - tháng 8, 1942 | Thiếu tướng (1940) | Trung tướng (1944)         |

## Biên chế chủ lực
- Tập đoàn quân 44
- Tập đoàn quân 47
- Tập đoàn quân 51
- Tập đoàn quân độc lập Duyên hải